# Principessa Mafalda
El Principessa Mafalda fue un transatlántico italiano construido para la compañía Navigazione Generale Italiana (NGI). Bautizado con el nombre de la princesa Mafalda de Saboya, segunda hija del rey Víctor Manuel III, el buque fue terminado y entró en servicio en la ruta entre Génova y Buenos Aires en 1909. Su gemelo, el Principessa Jolanda, se hundió nada más ser botado, el 22 de septiembre de 1907.

## Hundimiento
El último viaje partió desde Génova el 11 de octubre de 1927, a cargo del capitán Simone Guli, quien un poco antes de viajar había pedido que se retrase la travesía, sin embargo, esto no sucedió y al iniciar el recorrido el barco se quedó varado en el puerto debido a un problema en su motor. Al llegar a Barcelona, el barco tuvo que estar detenido 24 horas para ser reparado y lo mismo sucedió en Dakar para reparar la hélice izquierda. Su última parada fue en Isla de São Vicente, para arreglar una de las cámaras frigoríficas.
El 25 de octubre de 1927, frente a las costas del Estado de Bahía (Brasil), un eje de la hélice se fracturó y dañó el casco. El barco se hundió lentamente en presencia de los buques de rescate, pero la confusión y el pánico provocaron 314 víctimas mortales de los 1252 pasajeros y tripulantes que iban a bordo. El hundimiento provocó la mayor pérdida de vidas humanas de la navegación italiana y la mayor jamás registrada en el hemisferio sur en tiempos de paz hasta esa fecha, lo que ha llevado a que el navío fuera conocido como "el Titanic italiano".